# Yenagudde
Yenagudde é uma vila no distrito de Udupi, no estado indiano de Karnataka.

## Demografia
Segundo o censo de 2001, Yenagudde tinha uma população de 4537 habitantes. Os indivíduos do sexo masculino constituem 47% da população e os do sexo feminino 53%. Yenagudde tem uma taxa de literacia de 81%, superior à média nacional de 59,5%: a literacia no sexo masculino é de 85% e no sexo feminino é de 76%. Em Yenagudde, 9% da população está abaixo dos 6 anos de idade.